# Mas Blanc (Riudoms)
El Mas Blanc és una masia de Riudoms (Baix Camp) protegida com a Bé Cultural d'Interès Local.

## Descripció
El Mas Blanc (o Mas Blanch) se situa a la carretera TV-3142, coneguda com de la Sénia. Es tracta d'un conjunt de construccions entre les quals destaca el buc principal destinat a funcions d'habitatge. Aquesta construcció és de planta quadrangular, amb coberta a doble vessant amb el carener en perpendicular a la façana. Té diverses dependències annexes que han creat una planta en forma de L. La façana és completament arrebossada i emblanquinada, i destaca el ràfec, ressortint en tot el perímetre construït i format per una filera de teules i cornisa motllurada. Sobre el carener, coronant la façana, una espadanya d'un ull.